# زندگی خصوصی هنری هشتم
زندگی خصوصی هنری هشتم (انگلیسی: The Private Life of Henry VIII) فیلمی در ژانر زندگی‌نامه‌ای به کارگردانی الکساندر کوردا است که در سال ۱۹۳۳ منتشر شد.
چارلز لوتن بازیگر این فیلم برنده جایزه اسکار بهترین بازیگر نقش اول مرد در ششمین دوره این مراسم شده است.

## بازیگران
- چارلز لوتن
- رابرت دونات
- مرل اوبرون
- السا لنچستر
- بینی بارنز
- وندی باری
- میلز ماندر
- والی پچ